# كلية الآداب (جامعة المنصورة)
 كلية الآداب، جامعة المنصورة، أنشئت بالقرار الوزاري - رقم 678 بتاريخ 27 يونيو 1978 - بشأن إصدار اللائحة الداخلية لكلية الآداب
تقدم برامج وخدمات مهنية وفنية متخصصة في مختلف مجالات الكلية

## أقسام الكلية
الكلية بها عدة اقسام وهي 
1. قسم اللغة العربية وآدابها
2. اللغة الإنجليزية وآدابها
3. اللغة الفرنسية
4. قسم الوثائق والمكتبات
5. قسم التاريخ
6. قسم الاجتماع
7. قسم الجغرافيا
8. قسم الفلسفة
9. قسم علم النفس
10. قسم الصحافة و الاعلام
11. قسم الدراسات اليونانية واللاتينية
12. قسم الآثار الإسلامية
13. قسم الآثار المصرية القديمة
14. قسم اللغات الشرقية

## مكان الكلية
- المقر القديم: امتداد شارع الثانوية بجوار كلية تربية رياضية
- المقر الجديد: انتقلت قريباً إلىٰ داخل الحرم الجامعي لتنضم إلىٰ باقي الكليات.. بوابة توشكى من ناحية كوبري الجامعة